# Fàbrica Montané i Font
La Fàbrica Montané i Font és un edifici del municipi d'Esparreguera (Baix Llobregat) inclosa en l'Inventari del Patrimoni Arquitectònic de Catalunya.

## Descripció
Té una xemeneia de planta circular amb la base més ample que el final. Està feta de maó, amb el cos llis excepte a l'extrem on hi ha una motllura. Presenta desploms en els 10 metres superiors. Aquesta xemeneia pertanyia a l'antiga fàbrica de tovalloles.